# Space Hospital
Space Hospital (Mercy Point) est une série télévisée américaine en sept épisodes de 45 minutes, créée par Trey Callaway, Franck Milo et David Simkins dont les trois premiers épisodes ont été diffusés du 6 au 20 octobre 1998 et les quatre autres les 8 et 15 juillet 1999 sur le réseau UPN.
En France, la série a été diffusée à partir du 11 mai 2001 sur Série Club. Elle reste inédite dans les autres pays francophones.

## Synopsis
2249, des médecins et des infirmières humainS, extraterrestre etndroïde travaille dans une station spatiale hospitalière dans l'espace lointain sur une colonie appelée Jéricho.

## Distribution

### Acteurs principaux
- Joe Morton : Dr Grote Maxwell
- Maria del Mar : Dr Haylen Breslauer
- Jordan Lund (en) : Dr Batung
- Alexandra Wilson (en) : Dr Dru Breslauer
- Brian McNamara : Caleb « C.J. » Jurabo
- Julia Pennington : ANI
- Gay Thomas-Wilson : Dr Rema Cook
- Salli Richardson-Whitfield : Lt. Kim Salisaw
- Joe Spano : Dr Harris DeMilla

### Acteurs récurrents
- Trey Callaway (en) : Hippocrates (7 épisodes)
- Kirsten Robek : Nurse Davies (7 épisodes)
- Christine Willes : Nurse Molly Tobittv
- Leanne Adachi : Mednaut Cowan (6 épisodes)
- Joe Pascual : Mednaut Westhusing (6 épisodes)
- Haig Sutherland : Nagnom (5 épisodes)
- Rick Ravanello : Mednaut Thurston (4 épisodes)
- Zachary Ansley (en) : Bortok (3 épisodes)
- Larry Cedar (en) : Charles Bantam (2 épisodes)
- Fiona Scott (es) : Nancy Curtis (2 épisodes)
- Craig Kirkwood (en) : Mednaut Jeffriesv
- Olivia Burnette (en) : Val (2 épisodes)
- Harry Groener : Stenneth Lock (2 épisodes)

## Épisodes
1. New Arrivals
2. Opposing Views
3. Last Resort
4. Second Chance
5. No Mercy
6. Battle Scars
7. Persistence of Vision